# Out in the Storm

《Out in the Storm》은 2017년 7월 14일 머지 레코드를 통해 발표한 미국의 인디 록 밴드 왁사해치의 네 번째 정규 음반이다. 밴드의 리더인 케이트 크러치필드의 자매인 앨리슨 크러치필드가 키보드와 타악기에 참여했으며, 슬리터 키니의 투어링 기타 멤버인 케이티 하킨과 캐서린 시모네티, 애슐리 언와인 등이 참여하였다. 다이노소어 주니어와 소닉 유스의 프로듀서인 존 아그넬로도 참여하였다. 처음에는 디지털로만 발매되었다가 이후 비닐과 CD로도 발매됐다.
| 전문가 평가     | 전문가 평가 |
| 총 점수         | 총 점수     |
| 출처            | 점수        |
| --------------- | ----------- |
| AnyDecentMusic? | 7.9/10      |
| 메타크리틱      | 80/100      |
| 평가 점수       |             |
| 출처            | 점수        |
| AllMusic        | [ 7 ]       |
| The A.V. Club   | A           |
| The Guardian    | [ 9 ]       |
| The Irish Times | [ 10 ]      |
| The Observer    | [ 11 ]      |
| Pitchfork       | 8.2/10      |
| Q               | [ 13 ]      |
| Rolling Stone   | [ 14 ]      |
| Uncut           | 8/10        |
| Vice            | A           |

## 평가
《Out in the Storm》은 음악 평론가들로부터 긍정적인 평가를 받았다. 여러 주류 리뷰를 모아 100점 만점으로 평균을 매기는 사이트인 메타크리틱에서는 총 28개의 리뷰를 통해 80점이 매겨져 '대체적으로 긍정적인 리뷰(generally favorable reviews)'가 되었다. 올뮤직의 마시 도넬슨은 "크러치필드가 자신이 있었던 위치를 회복하는 데 적합한 사람들과 함께 하여 《Out in the Storm》은 감정만큼이나 힘있게 몰아치는 느낌이다."라고 평하였다. 익스클레임!의 작가 새라 머피는 "《Out in the Storm》은 왁사해치의 창단 이래 가장 크게 발전함을 보여준 음반이다"라고 평하였다.

## 수상
| 출판                  | 주제                     | 순위 | Ref.   |
| --------------------- | ------------------------ | ---- | ------ |
| ABC 뉴스              | 2017년 최고의 음반 50    | 18   | [ 18 ] |
| 디 A.V. 클럽          | 2017년 최고의 음반 20    | 10   | [ 19 ] |
| 밴드캠프 데일리       | 2017년 최고의 음반       | 31   | [ 20 ] |
| 라우더 댄 워          | 2017년 최고 음반         | 93   | [ 21 ] |
| 페이스트              | 2017년 최고의 음반 50    | 18   | [ 22 ] |
| 피치포크              | 2017년 최고의 록 음반 20 | 13   | [ 23 ] |
| 필라델피아 인콰이어러 | 2017년 최고의 음반       | 10   | [ 24 ] |
| 롤링 스톤             | 2017년 최고의 음반 50    | 14   | [ 25 ] |
| 스테레오검            | 2017년 최고의 음반 50    | 8    | [ 26 ] |
| 업록스                | 2017년 최고의 록 음반 50 | 1    | [ 27 ] |

## 트랙리스트
전체 작사·작곡: 케이티 크러치필드
| #            | 제목                 | 재생 시간 |
| ------------ | -------------------- | --------- |
| 1.           | 〈Never Been Wrong〉 | 3:12      |
| 2.           | 〈8 Ball〉           | 2:49      |
| 3.           | 〈Silver〉           | 3:24      |
| 4.           | 〈Recite Remorse〉   | 4:38      |
| 5.           | 〈Sparks Fly〉       | 3:06      |
| 6.           | 〈Brass Beam〉       | 2:42      |
| 7.           | 〈Hear You〉         | 3:01      |
| 8.           | 〈A Little More〉    | 2:32      |
| 9.           | 〈No Question〉      | 3:38      |
| 10.          | 〈Fade〉             | 3:47      |
| 총 재생 시간 | 총 재생 시간         | 32:49     |

## 크레딧
올뮤직에서 발췌
- 존 아그넬로 - 엔지니어, 프로듀서
- 애슐리 언와인 - 드럼
- 그렉 칼비 - 마스터링
- 앨리슨 크러치필드 - 키보드, 타악기
- 케이티 크러치필드 - 베이스, 기타, 키보드, 타악기, 프로듀서, 보컬
- 조이 두벡 - 타악기
- 케이티 하킨 - 기타, 키보드, 타악기, 피아노, 보컬
- 대니얼 머피 - 디자인
- 맷 슈멜페니그 - 트랙 어시스턴트
- 대니얼 시 - 사진
- 캐서린 시모네티 - 베이스